# Горска служба спасавања Србије
Горска служба спасавања Србије - ГСС Србије је добровољна и непрофитабилна организација, чији је основни циљ спасавање људи у невољи који се налазе у неприступачним планинским и урбаним условима. Она је основана 1952. године и делује у оквиру Планинарског савеза Србије. Оформљена је од стране искусних планинара, по узору на алпске земље и данас је сачињава око 200 активних спасилаца. Припадници ГСС Србије спадају у најспремније планинаре, спелеологе, високогорце, скијаше са посебном обуком која им омогућава успешно спасавање и пружање прве медицинске помоћи у неприступачним условима. Служба је активно присутна на српским планинама и скијалиштима Копаоник, Стара Планина и Златибор. Члан је светске асоцијације спасилаца ИКАР, са лиценцом А категорије, а своја знања и нове технике спасавања усавршава на многобројним семинарима широм света. Најзначајније спасилачке акције које је извео ГСС Србије су:
- Велика претрага и спасилачка операција после земљотреса у Скопљу 1963. године
- Спасавање рудара из рудника Ибар
- Претрага и спасавање људи угрожених током НАТО агресије 1999. године (припадници ГССа су први ушли у бомбардоване зграде РТСа и кинеске амбасаде из које су извукли двоје преживелих)
- Евакуација погинулих планинара са Проклетија и Жијева
- Спасавање преживелих и извлачење мртвих спелеолога из Раваничке пећине у мају 2007. године

ГСС Србије често учествује на вежбама, које организује са припадницима Противтерористичке јединице и Сектора за ванредне ситуације  МУП-а Србије (попут акција спасавања на води које се изводе на Ибру), а редовно учествује и на међународном сајму заштите и безбедности у Београду.
Поред спасилачких активности, ГСС Србије традиционално организује рекреативна спортска такмичења за своје чланове и пријатеље, зими у скијању, лети у планинском бициклизму.

## Врсте спасилачких акција
Спасилачке акције ГСС Србије изводи посебно одређени спасилачки тим ГСС Србије и он је као такав срж саме акције. Саме спасилачке акције ГСС Србије могу припадати једној од следећих група:
- Спасилачко дежурство је тип спасилачке акције који се карактерише присуством спасилачког тима за време одржавања неке планинарске активности. Основе овакве акције су: постојање неопходне спасилачке инфраструктуре на самој локацији одигравања догађаја, јасан скуп одговорности спасилачког тима и строге инструкције за сваког члана тима. Типичан пример ове спасилачке активности представља спасилачко дежурство за време скијашке сезоне на уређеним скијалиштима на планинама: Копаоник, Стара Планина и Златибор.
- Обезбеђење планинарских активности је тип спасилачке акције који се карактерише присуством спасилачког тима током одржавања неког ризичног планинарског догађаја. Током ових акције, уколико је подесно, сами спасиоци могу бити ангажовани и као планински водичи. Спасилачка инфраструктура и опрема неопходни за извођење овог типа акција могу бити присутни (обезбеђени од стране организатора) или могу бити допремљени и ношени током акције од стране спасилачког тима. Типичан пример ове спасилачке активности представља обезбеђивање трекинг тура, скијашких такмичења или пењачких активности.
- Спасавање по пријему позива за помоћ је најкомплекснији тип спасилачких акција и започиње примањем позива за помоћ у бази ГСС Србије. Одмах по пријему позива, спасилачки тим се активира и креће у спасилачку акцију, али брзина његовог реаговања зависи од договора са другим субјектима у смислу коришћења брзог транспорта (ваздушним путем).

## Домени спасилачких акција ГСС Србије
Домени спасилачких акција ГСС Србије су:
- Спасавање у општим планинским условима које укључује претрагу, пружање прве помоћи и евакуацију људи у невољи или повређених особа на планинама. Повод за овакве интервенције су обично несреће на трекинг турама, планинарењу или Нордијском скијању.
- Спасавање на скијашким теренима које укључује потрагу за изгубљеним скијашима, пружање прва помоћ и помоћ при транспорту у већим ски центрима. Поред тога, обавља се далеко ризичнија операција евакуације скијаша са жичара у случају да оне престану да раде.
- Спасавање у стени које укључује приступ, пружање прве помоћи и евакуацију људи из стена, а сама операција захтева познавање техника кретања у стени, снегу и леду. Током ове врсте спасавања користе се специјално развијене стратегије за претрагу, приступ, помоћ и евакуацију људи у невољи. Овај тип спасилачких акција се увек изводи у сарадњи са пењачким одсецима планинарске асоцијације.
- Спасавање у пећини представља највероватније најзахтевнији вид спасавања у коме се често јавља и потреба за спелео роњењем, а обавља се у природним и вештачким пећинама и јамама. Овај тип акција се изводи уз највећу могућу сарадњу спасилачке службе, спелеолошких и ронилачких клубова.
- Спасавање у урбаним условима се обавља у условима који су уследили након елементарних катастрофа, рушења великих зграда и сличног у градским срединама.

## Унутрашња структура ГСС Србије
Најважније тело Горске службе спасавања је Начелништво. ГСС Србије је, Законом о ванредним ситуацијама, уврштена у чиниоце заштите и спасавања у Србији. Стратешки је партнер Сектора за ванредне ситуације МУП-а Србије за извођење спасавања на неприступачним теренима.
Чланство ГСС Србије сачињавају добровољци који су успешно савладали захтеван вишемесечни курс обуке који обухвата како знања техничке природе, тако и савладавање пружања прве помоћи. Свако од чланова сваке године пролази низ интензивних тестирања, како физичке припремљености и техничке оспособљености за извођење акција, тако и познавања и пружања прве помоћи које је неопходно за успешно обављање спасилачких акција.
Сам курс ГСС Србије се обавља почетком јесени и на њега се примају кандидати између 18 и 35 година који су успешно савладали квалификациони тест.
ГСС Србије поседује сопствену евиденцију изведених спасилачких акција од 1996. године. У последњих двадесет година изведено је око 15.000 спасилачких интервенција на повредама, а просечно се годишње обави око 50 претрага за изгубљеним особама или опсежнијих спасилачких акција на годишњем нивоу, углавном на Копаонику, али и у другим деловима Србије.

## Галерија
- Горска служба спасавања Србије